# ۱۱۵ (پیش از میلاد)
۱۱۵ (پیش از میلاد) ۱۱۵مین سال قبل از تقویم میلادی است.